# Mazda CX-7
El Mazda CX-7 es un automóvil todoterreno del segmento D producido por el fabricante de automóviles japonés Mazda desde el 20 de febrero de 2006 hasta el 20 de agosto de 2012. Es un cinco puertas con capacidad para cinco personas, más pequeño que el Mazda CX-9, que alberga hasta siete pasajeros. Sus principales competidores eran Chevrolet Captiva, Los Ford Edge y Ford Kuga, Hyundai Santa Fe y Kia Sorento.
El CX-7 tiene motor delantero transversal, chasis monocasco, y existe en versiones con tracción delantera y tracción a las cuatro ruedas. En su lanzamiento, la única motorización es un gasolina de cuatro cilindros en línea de 2.3 litros de cilindrada con turbocompresor, inyección directa, intercooler y una potencia máxima de entre 238 y 260 CV. En 2009, junto con una reestilización del modelo, se ofreció en Europa una opción diésel proveniente del Mazda 6 de segunda generación: un cuatro cilindros en línea de 2.2 litros y 173 CV.